# 迷戀 (情緒)
迷恋或痴情（英語：Infatuation）是指沉醉于一段难以言表的情爱之中的状态。通常指对一个人产生一种强烈而浪漫的柏拉图式情感。

## 特征
教育心理学博士弗兰克·科克斯（Frank D. Cox）表示，只有回顾特定的情节，才能将迷恋与浪漫關係区分开来。迷恋也可能发展成为一种成熟的爱情。Goldstein和Brandon将迷恋描述为亲密关系发展成熟之前的第一阶段。菲利普斯曾描述过，当一个人在了解到爱人最真实的一面时，迷恋与幻想将如何不可避免地导致失望。这是一种奢侈而转瞬即逝的情感体验，或是青春时期的短暂爱情。

## 青年
有人习惯上将年轻人之间的亲密关系和初恋关系视为青春期恋爱或迷恋； 但是，这种微妙的关系既有可能是一场逐步深入的爱情的早期阶段，也有可能于某一时刻戛然而止；这毫不奇怪，相反，它是那样的普遍，因为这是青春少年们探索情感世界时所必须迈出的第一步。
钦佩在这之中扮演了重要的角色，就像一位女学生迷恋一个男孩或一名男老师一样。

## 延伸
- Grohol, J. Phys.D (2006). "Love Versus Infatuation" （页面存档备份，存于）, Retrieved: Nov 24th 2008
- Harville, H. PhD. (1992). Keeping the Love You Find, New York: Pocket Books.
- Glencoe/McGraw-Hill. (2000). Whitney, DeBruyne, Sizer-Webb, Health: Making Life Choices (pp. 494–496)